# Falęcin (powiat grójecki)
Falęcin – wieś sołecka w Polsce położona w województwie mazowieckim, w powiecie grójeckim, w gminie Grójec.
W latach 1975–1998 miejscowość należała administracyjnie do województwa radomskiego.
We wsi znajduje się dworek w stylu klasycystycznym.